# مطار سان كارلوس (كاليفورنيا)
مطار سان كارلوس هو مطار عام يقع على اثنان ميل (3.2 كـم؛ 1.7 nmi) شمال شرق سان كارلوس، كاليفورنيا، في مقاطعة سان ماتيو وتخدم منطقة خليج سان فرانسيسكو. يقع المطار قبالة الطريق الأمريكي رقم 101، ويعتبر المطار موطنًا لسرب 192 التابع لدورية الطيران المدني في ويست باي. يقع متحف هيلر للطيران بجوار المطار.
تم إنشاء مطار سان كارلوس للطيران أثناء الحرب العالمية الأولى على يد جيه بولدينج إدواردز في حقل يقع شمال كورديليراس كريك وشرق طريق مقاطعة أولد الحالي. 300-قدم-long (91 م) و تقع الحظيرة على طول الطرف الغربي من طريق المحطة و صدرت رخصة الطيران الأولى لسان كارلوس في 10 يوليو 1917 للملازم برينس.